# Chouzé-sur-Loire
Chouzé-sur-Loire település Franciaországban, Indre-et-Loire megyében. Lakosainak száma 2150 fő (2022. január 1.). Chouzé-sur-Loire Brain-sur-Allonnes, Montsoreau, Varennes-sur-Loire, Avoine, La Chapelle-sur-Loire, Saint-Nicolas-de-Bourgueil és Savigny-en-Véron községekkel határos.

## Népesség
A település népességének változása:
| Lakosok száma | 2255 | 2070 | 2124 | 2076 | 2082 | 2097 | 2081 | 2085 | 2085 | 2150 |
|               | 1968 | 1982 | 1990 | 2006 | 2013 | 2015 | 2017 | 2019 | 2020 | 2022 |